# Alexander Cepeda
Pour les articles homonymes, voir Cepeda.
Ne doit pas être confondu avec Jefferson Cepeda.
Cepeda  Ortiz est un nom espagnol. Le premier nom de famille, en général paternel, est Cepeda ; le second, en général maternel, souvent omis, est Ortiz.
Alexander Jefferson Cepeda Ortiz, né le 16 juin 1998 à El Playón de San Francisco, est un coureur cycliste équatorien. Il est membre de l'équipe EF Education-EasyPost. 

## Biographie
Né le 16 juin 1998, il est le cousin de son homonyme Jefferson Albeiro Cepeda, qui est également cycliste professionnel. 
En 2017, il rejoint l'équipe continentale Ecuador. Avec cette formation, il remporte une étape de la Vuelta a Nariño en Colombie et la Clásica Hector Chiles. L'année suivante, il est champion d'Équateur du contre-la-montre espoirs et troisième de la course en ligne. 
Lors de la saison 2019, il se met en évidence en obtenant de nombreuses victoires. Il gagne tout d'abord deux étapes du Tour de Mendoza en Argentine, dont une ayant pour arrivée le sommet du Cristo Redentor, à plus de 3 800 mètres d'altitude. Dans les mois qui suivent, il brille sur les courses du calendrier colombien en remportant une étape de la Clásica de Anapoima, de la Vuelta a Antioquia et la victoire finale sur la Clásica de Marinilla, devant quelques-uns des meilleurs coureurs locaux. En aout, il s'illustre parmi les meilleurs espoirs mondiaux en terminant neuvième du Tour de l'Avenir, tout en ayant triomphé sur l'étape reine au Corbier,. Il conclut sa saison en beauté en s'imposant sur l'étape reine du Clásico RCN, course majeure en Colombie, devant Óscar Sevilla.
En 2020, il arrive en Europe en signant un contrat de quatre ans avec l'équipe Androni Giocattoli-Sidermec, repéré notamment par ses performances sur le Tour de l'Avenir. Le 1er août 2022, il rejoint l'équipe EF Education-EasyPost.

## Palmarès
| - 2017 - 2e étape de la Vuelta a Nariño - Clásica Hector Chiles - 2e du championnat d'Équateur du contre-la-montre espoirs - 2018 - Champion d'Équateur du contre-la-montre espoirs - 3e du championnat d'Équateur sur route espoirs - 2019 - 1re et 7e étapes du Tour de Mendoza - 2e étape de la Clásica de Anapoima - 2e étape de la Vuelta a Antioquia - Clásica Richard Carapaz - Clásica de Marinilla - 10e étape du Tour de l'Avenir - 4e étape du Clásico RCN - 2e du championnat d'Équateur sur route - 3e du championnat d'Équateur du contre-la-montre | - 2021 - Champion d'Équateur sur route - Tour de Savoie Mont-Blanc : - Classement général - 2e étape - 2022 - Clásica Pablo Muñoz : - Classement général - 1re étape - 2e du Tour de Sicile - 2023 - 2e étape du Tour de l'Ain - 2e du Tour de Langkawi - 2024 - Tour de l'Ain : - Classement général - 2e étape |

## Résultats sur les grands tours

### Tour d'Italie
5 participations
- 2020 : 78e
- 2021 : non-partant (19e étape)
- 2023 : 53e
- 2024 : 71e
- 2025 : 51e

### Tour d'Espagne
1 participation
- 2024 : 46e

## Classements mondiaux
| Année                                 | 2018  | 2019 | 2020  | 2021 | 2022 | 2023 | 2024 |
| ------------------------------------- | ----- | ---- | ----- | ---- | ---- | ---- | ---- |
| Classement mondial                    | 1147e | 445e | 1318e | nc   | nc   | 174e | 354e |
| UCI America Tour                      | 83e   | 42e  | 109e  | nc   | nc   | 16e  | 36e  |
|                                       |       |      |       |      |      |      |      |
| Légende : nc = non classéSource : UCI |       |      |       |      |      |      |      |